# كوبرات بوليف
كوبرات بوليف (بالبلغارية: Кубрат Пулев)‏ مواليد 4 مايو 1981 في صوفيا، هو ملاكم محترف بلغاري يصنف ضمن فئة الوزن الثقيل. شارك في دورة الألعاب الأولمبية الصيفية سنة 2008.

## إحصائيات
خاض خلال مسيرته 24 نزالا، فاز في 23 وخسر في 1. فاز بالضربة القاضية في 12 نزالا.

## وصلات خارجية
- كوبرات بوليف على موقع بوكس ريك (الإنجليزية) (registration required)
- كوبرات بوليف على موقع اللجنة الأولمبية الدولية (الإنجليزية)
- كوبرات بوليف على موقع أوليمبيديا (الإنجليزية)

- الموقع الرسمي